# 印尼数字家庭

Indihome標誌

印度尼西亚數位家庭（Indihome，全称为Indonesia Digital Home）是印度尼西亚电信公司Telkom Indonesia提供的的家用电话，固網和网络电视服务。  IndiHome于2015年推出，在印尼取代了Speedy公司 。 它的服务还附带音樂串流服務服务和智慧家庭。 
IndiHome的服务只支持Telkom（FTTH）和仍使用铜缆地区的家庭。  Telkom公司声称IndiHome产品在2015年每天订购多达2,000次。 截至2015年5月，IndiHome的客户数量已达到35万，遍布整个印尼。 

## 流行文化
Indihome的一则广告在2019冠狀病毒病疫情期间，在YouTube上成为网络迷因并迅速传播，并分别获得数百万次和数千万次的点击。在该广告中，廉價的風格剪輯以及後期製作，將两名IndiHome工作人员（Mas Agus 和 Mas Pras）隨便貼在背景中，配上字幕來回抖動的特效，该广告于2019年12月推出，背景音乐为印尼流行歌曲《Goyang Ubur Ubur》的混音版本，此前曾在2019年末于印度尼西亚TikTok用户中传播。